# رايموند دبليو. جودوين
رايموند دبليو. جودوين (بالإنجليزية: Raymond W. Godwin)‏ هو محامي أمريكي، ولد في القرن العشرين.